# Sdružení měst a obcí východní Moravy
Sdružení měst a obcí východní Moravy je dobrovolný svazek obcí v okresu Uherské Hradiště, okresu Zlín, okresu Vsetín a okresu Kroměříž, jeho sídlem je Zlín a jeho cílem je spolupráce a koordinace záměrů v oblasti kultury, hospodářství a sociálního rozvoje členských obcí, úsilí o zlepšování životního prostředí a problémů s tím souvisejících, zřízení regionálního koordinačního a informačního centra a regionální rozvojové agentury východní Moravy, podpora rozvoje turistiky a cestovního ruchu v regionu, formování společného postupu samosprávy při prosazování společných zájmů, koordinace využívání zahraniční pomoci, podpora a garance programu vzdělávání samosprávných orgánů, spolupráce se sdruženími samospráv i mimo vlastní region působnosti s důrazem na sousední regiony České republiky a příslušné příhraniční regiony Slovenské republiky. Sdružuje celkem 87 obcí a byl založen v roce 1998.

## Obce sdružené v mikroregionu
- Babice
- Bělov
- Bezměrov
- Bohuslavice nad Vláří
- Boršice u Blatnice
- Bořenovice
- Branky
- Brumov-Bylnice
- Březolupy
- Březůvky
- Dešná
- Dobrkovice
- Drslavice
- Držková
- Halenkovice
- Haluzice
- Horní Němčí
- Hostišová
- Hošťálková
- Hradčovice
- Hrobice
- Hulín
- Huslenky
- Huštěnovice
- Hvozdná
- Jalubí
- Jankovice
- Kaňovice
- Kelč
- Kněžpole
- Komárno
- Komárov
- Korytná
- Kostelany nad Moravou
- Košíky
- Kurovice
- Kyselovice
- Lačnov
- Leskovec
- Lešná
- Lhotsko
- Lidečko
- Lipová
- Liptál
- Loučka
- Lubná
- Medlovice
- Modrá
- Napajedla
- Nedachlebice
- Neubuz
- Nezdenice
- Nový Hrozenkov
- Oldřichovice
- Pitín
- Podkopná Lhota
- Podolí
- Pohořelice
- Police
- Prusinovice
- Roštění
- Rožnov pod Radhoštěm
- Rusava
- Salaš
- Sazovice
- Slavičín
- Slušovice
- Staré Hutě
- Staré Město
- Štítná nad Vláří
- Šumice
- Tučapy
- Tupesy
- Uherský Brod
- Újezd
- Valašské Klobouky
- Vážany
- Vizovice
- Vlachova Lhota
- Vsetín
- Všemina
- Vysoké Pole
- Záhorovice
- Zborovice
- Zlámanec
- Žeranovice
- Žlutava